# Elena Chiozza
Elena Chiozza, née le 26 octobre 1919 et morte le 8 janvier 2011 à Buenos Aires, est une géographe et historienne argentine. Historienne de formation, elle s'engage dans la géographie alors que la discipline commence à se structurer en Argentine. En retrait lors de la dictature de la révolution argentine, elle participe à la rédaction de la plus grande synthèse des connaissances en géographie du pays, La Argentina. Suma de Geografía. Après la dictature, elle joue un rôle majeur dans la structuration et la modernisation de la géographie en Argentine. Elle est pionnière dans l'introduction de nouvelles méthodes comme l'utilisation de photographies satellites, de nouvelles formations professionnelles et par des publications géographiques à destination du public. Ses travaux sont récompensés par le prix Rebeca Gerschman.

## Biographie

### Formation
Elena Chiozza travaille au Musée ethnographique de la Faculté de philosophie et lettres de l'Université de Buenos Aires : elle est boursière du géographe Romualdo Ardissone. En 1942, elle obtient un diplôme de professeure d'histoire de la Faculté des Lettres de l'Université de Buenos Aires, récompensée par la mention « diplômée exceptionnelle ». Le directeur du musée, l'archéologue et géographe Francisco de Aparicio (es) l'encourage à rejoindre la Société argentine d'études géographiques en 1947. Les débuts de la géographie comme discipline à part entière sont alors balbutiants en Argentine. Elle s'y intéresse très tôt ainsi qu'à l'aménagement, secteurs alors essentiellement masculin.

### Carrière

#### Avant la révolution: débuts comme géographe

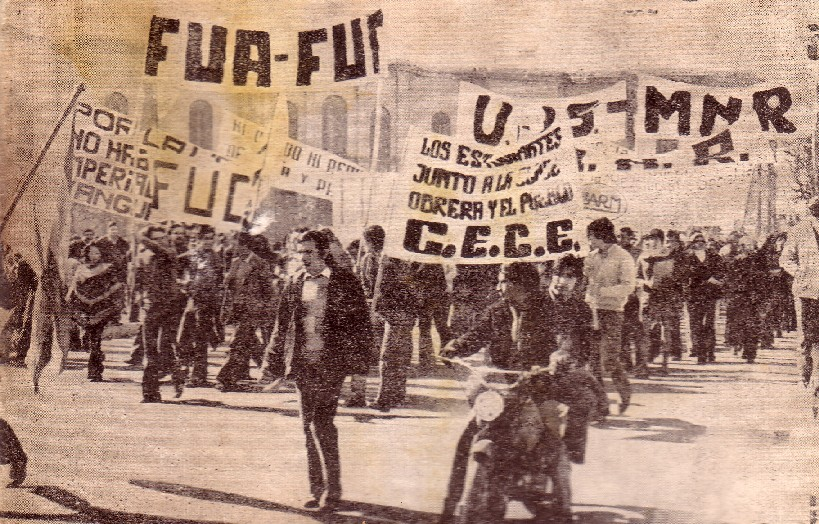
Manifestation de la Fédération universitaire argentine dans les années 1970.

Lors de la création du département de géographie et de sciences anthropologiques de l'université de Buenos Aires en 1950 par Romualdo Ardissone, elle fait partie du corps enseignant et assure le secrétariat. En 1956, elle est recrutée comme professeure à l'École supérieure de commerce Carlos Pellegrini. À la mort de Romualdo Ardissone en 1961, elle assure la direction adjointe de l'institut de géographie. Dans les années 1960, elle participe à la professionnalisation de la géographie en participant aux premières équipes d'aménagement territorial en Patagonie.
Elle quitte l'université de Buenos Aires lors de sa mise au pas par la dictature de la révolution argentine qui débute en 1966 et est suivie du Grand Accord National en 1971,.
Comme beaucoup d'intellectuels, elle continue son activité scientifique en dehors du cadre étatique, « la universidad en las sombras (l'université de l'ombre) ». Elle rejoint le groupe de travail afin de participer pleinement à la publication de La Suma, réalisé en majorité par des auteurs ne travaillant plus à l'université. Pour Elena Chiozza, ce travail encyclopédique était politique, « un acte de résistance ». D'abord, ces livres ont été publiés sans soutien financier d'institutions officielles ni d'associations corporatives civiles. Ensuite car il a été rédigé bénévolement par des chercheurs mis à l'écart de l'université pour des raisons idéologiques. Enfin car il permet de mettre en avant un courant innovant et actif de la géographie argentine.

#### Après la révolution: développement de la géographie moderne argentine

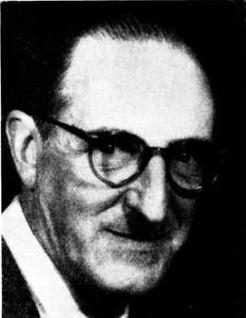
Francisco de Aparicio, directeur du Musée ethnographique.

Dans les années 1980, Elena Chiozza joue un rôle majeur dans le développement de la géographie à l'Université nationale de Luján (es). Après la dictature militaire, les conditions politiques sont défavorables, avec un recul de la place des sciences sociales. Elle met en place des formations pour permettre aux géographes d'approfondir leurs connaissances, fait venir des géographes de l'étranger et obtient des bourses pour leur permettre de se perfectionner à l'étranger. Elena Chiozza est considérée par les chercheurs comme la personnalité qui permet le développement d'une géographie autonome et rigoureuse en Argentine.

Elle intervient plusieurs fois comme conseillère auprès du Ministère national des travaux publics ainsi que pour différents organismes publics. Elle rédige plusieurs synthèses sur le développement et l'aménagement d'Argentine. Elle est pionnière dans le conseil dans le domaine de l'environnement.
Dans les années 1980, Elena Chiozza est à l'origine de plusieurs parcours de formation pionniers en Argentine, avec la première licence en environnement du pays à l'Université nationale de Luján, qu'elle coordonne avec succès. Avec des collègues, elle introduit également des outils comme la télédétection ou les systèmes d'information géographique.
Elle collabore à des publications universitaires telles que Ciencia Hoy. Elena Chiozza est membre du conseil consultatif de La Aljaba et Revista de Estudios de la Mujer.
En 2001 elle est élue membre du Centre Humboldt où elle occupe la chaire d'études de géographie argentine Francisco de Aparicio (es).

### Fin de vie
Très active durant toute sa carrière, elle se met en retrait de la vie académique à l'âge de 90 ans. Elle meurt six mois après, le 8 janvier 2011, à Buenos Aires. Son apport à la géographie du XXe siècle est salué par ses collègues.
Une journée d'hommage lui est dédiée à l'Université de nationale de Luján en septembre 2011 avec pose d'une plaque à son nom dans la salle de cartographie du bâtiment de sciences sociales,. Le recteur s'exprime sur son parcours par ces mots « Elena était une dame intelligente dans un domaine où les hommes régnaient. Mais des hommes très particuliers : un domaine de pensée avec une structure militaire et dogmatique, et Elena a affronté tout cela avec un courage énorme ». Le géographe Carlos Reboratti indique quant à lui qu'« il y a peu de géographes en Argentine qui n'ont pas croisé Elena Chiozza au cours de leur vie ».

## Travaux
Les recherches d'Elena Chiozza permettent à la géographie de se détacher de son traitement uniquement porté sur la géographie physique. Elle modernise la discipline, l'enrichit des apports d'autres domaines et l'adapte aux tendances internationales. Ses écrits géographiques sont essentiellement consacrés à la société, à la population et à l'environnement. Elle travaille notamment sur la géographie rurale et urbaine de l'Argentine, sur les bassins hydrographiques et l'énergie.
Elle participe entre 1958 et 1963 à La Argentina, suma de geografía, première encyclopédie d'importance en géographie du pays, coordonnée par Horacio Difrier. Après la révolution argentine, elle dirige à la fin des années 1970 et au début des années 1980 deux « ouvrages monumentaux », Atlas Total de la República Argentina del Centro Editor de América Latina et La Argentina. Suma de Geografía y El País de los Argentinos. D'une envergure jamais égalée, ils permettent de former les jeunes géographes et de consolider de la géographie universitaire argentine. Richement illustrée, pour elle « les cartes expriment la réalité que vit la société de ce territoire ».
Elle rédige le chapitre La integración del Gran Buenos Aires (L'intégration du Grand Buenos Aires).
En 1987, elle présente les recherches du géographe français Pierre Denis, « La valorización del país » de 1920 avant de les approfondir et les poursuivre.
Elle s'intéresse ensuite aux questions environnementales, comme le tourisme durable avec la création de parcours dans ce domaine.
Elle co-dirige pendant plusieurs années la collection Centro Editorial de América Latina où elle s'attache à mettre en avant la géographie populaire et à faire publier des écrits accessibles au grand public. L'encyclopédie Mi país, tu país... (Mon pays, votre pays...) est un succès commercial réédité plusieurs fois et sur plusieurs supports. Dans ses ouvrages, elle mobilise les images aériennes, appuyés de croquis cartographiques d'analyse, très populaires auprès du public. Sa capacité a coordonner des équipes d'ouvrages scientifiques est louée par ses collègues.
En 2010, elle reçoit à l'âge de 90 ans le Prix Rebeca Gerschman (es) pour ses « contributions à la production de nouvelles connaissances, à l'impact social et productif des innovations technologiques et à la formation des ressources humaines »,. C'est la première fois qu'il est remis à une personne de plus de 60 ans.

## Hommages et récompenses

Médaille Bernardo Houssay.

Elle reçoit un doctorat honoris causa de l'Université nationale de Luján et de l'Université nationale de Comahue (es). Elle est élue membre du Comité sur la théorie et les méthodes géographiques de l'Institut panaméricain de géographie et membre titulaire de l'Académie nationale de géographie et membre honoraire du Centre d'études Alexander von Humboldt.
En 2010, elle reçoit le prix Bernardo Houssay (es) du Ministère des Sciences, Technologies et Innovations d'Argentine (es), catégorie Rebeca Gerschman pour son travail scientifique, d'une valeur de 30 000 pesos argentins. Elle meurt un mois avant la cérémonie du prix, il lui est décerné à titre posthume.
Au sein de la salle de cartographie du bâtiment de sciences sociales de l'Université de nationale de Luján, on trouve une plaque commémorative à son nom,.
Elle est honorée parmi les géographes argentines lors du 8 mars par l'Institut géographique national argentin.

## Publications
- (es) La Argentina. Suma de Geografía, Buenos Aires, Buenos Aires, 1960-1961
- (es) Elena Chiozza (dir.), Enciclopedia argentina de la escuela y el hogar, Buenos Aires, Centro Editor de América Latina, coll. « Mi país, tu país », 1969, « La Patagonia »
- (es) Elena Chiozza, Atlas total de la República Argentina, Buenos Aires, Centro Editor de América Latina, 1981
- (es) Cristina Teresa Carballo et Elena Margarita Chiozza, Introducción a la geografía [« Introduction à la géographie »], 2009 (ISBN 978-987-558-276-7 et 987-558-276-X, OCLC 893123410, lire en ligne)
- (es) Elena Chiozza, Prólogo al libro La valoración del país: la República Argentina, 1920, de Pierre Denis., Buenos Aires, Solar, 1987
- (es) Elena Chiozza, Buenos Aires, historia de cuatro siglos, Buenos Aires, Editorial Abril, 1983, « La integración del Gran Buenos Aires »
- (es) Elena Chiozza et Ricardo Figueira, El País de los Argentinos, 1978